# Zastava Koral
Yugo é o nome comum usado para o Zastava Yugo, mais tarde também comercializado como Zastava Koral (Застава Корал) e Yugo Koral. Originalmente apresentado como Zastava Jugo 45, vários outros nomes também foram usados ao longo da produção do carro, como Yugo Tempo, Yugo Ciao ou Innocenti Koral. Era mais comumente comercializado como Yugo 45/55/60/65, com o número referente à potência máxima do carro. Nos Estados Unidos foi vendido como Yugo GV (e subversões). É um automóvel fabricado pela Zastava de 1980 até 2008, originalmente uma empresa iugoslava.

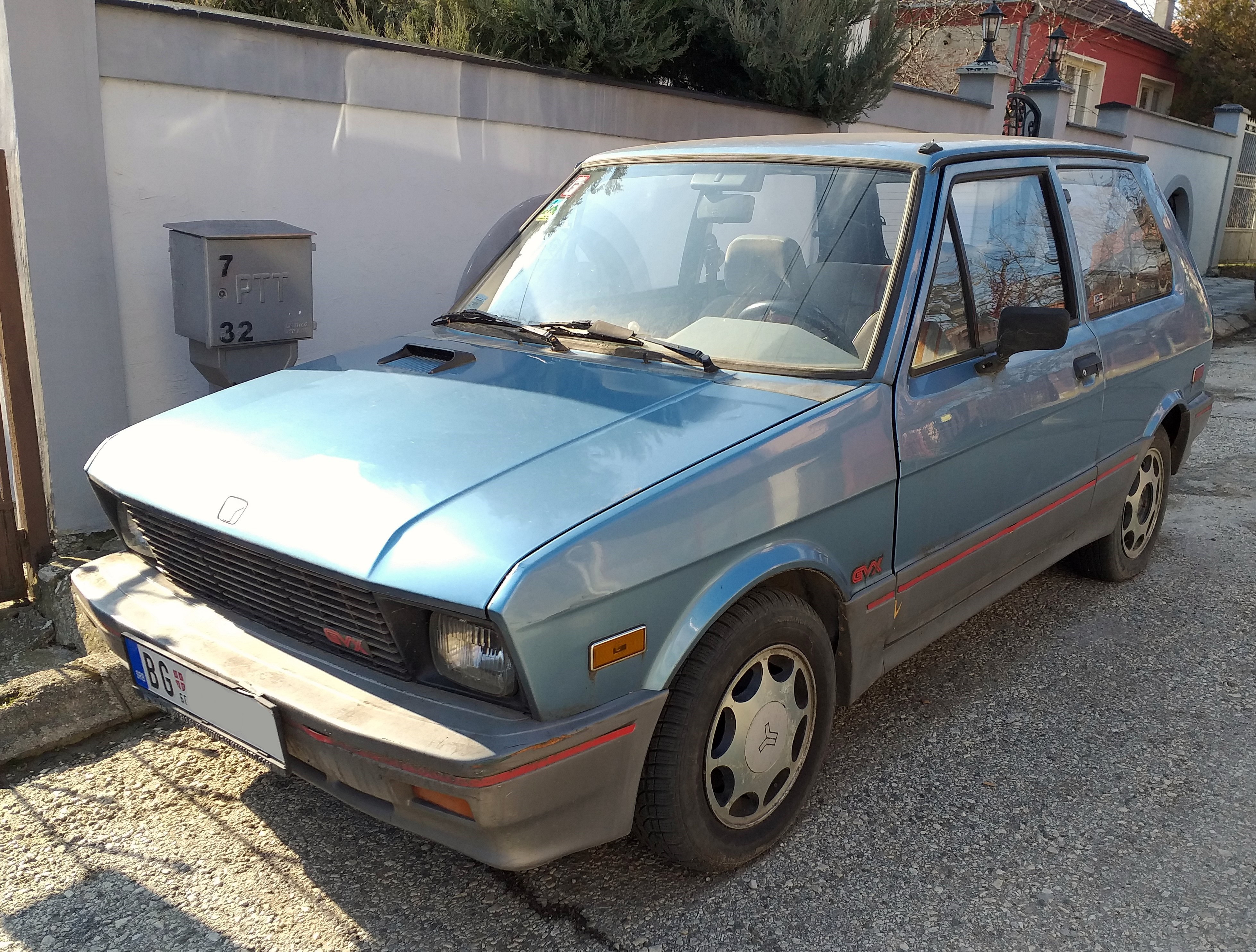
Yugo GVX

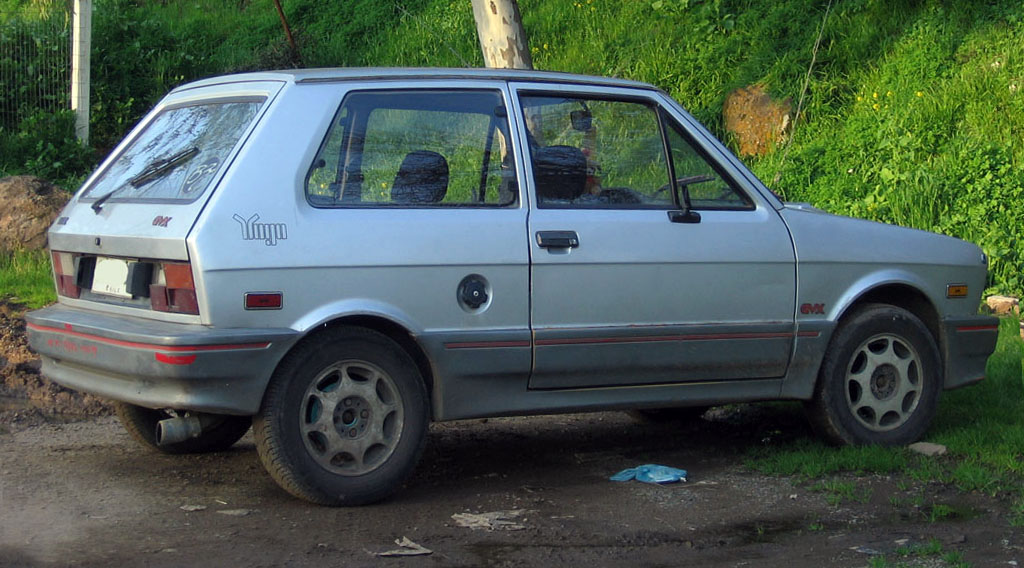
Yugo 65 GVX 1.3 EFI no Chile

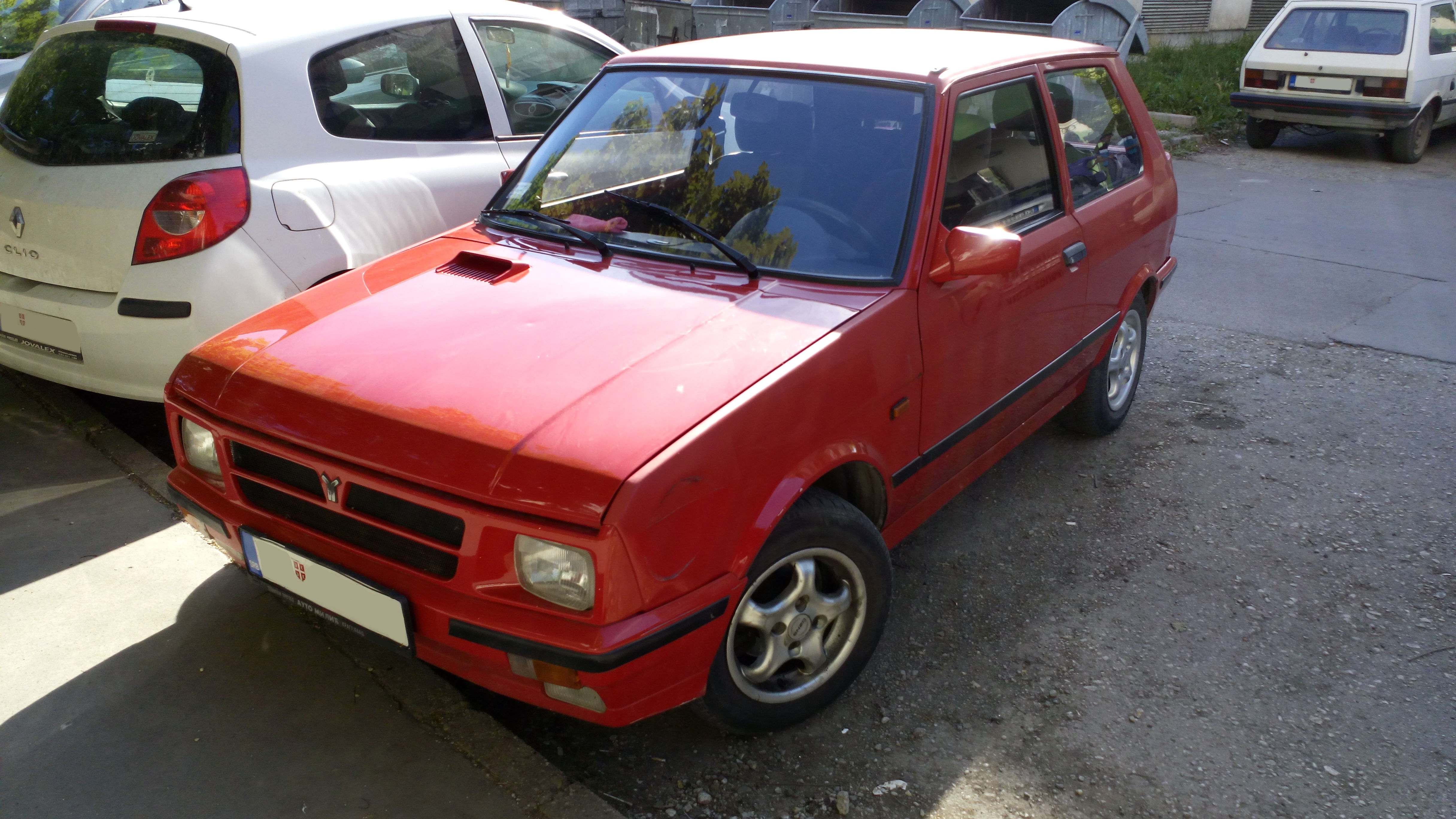
Yugo Ciao

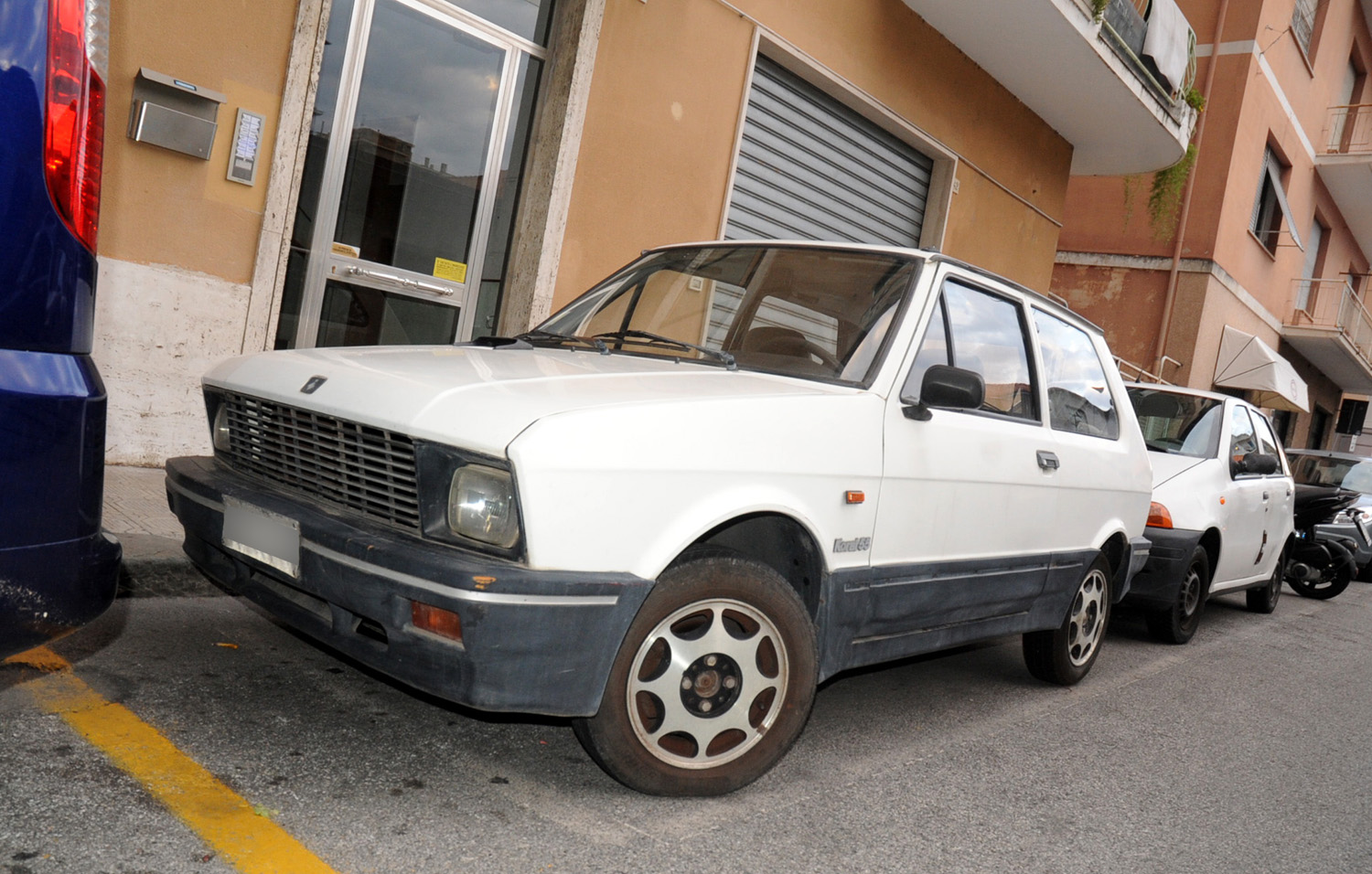
Innocenti Koral 55

Originalmente concebido como uma variante encurtada do Fiat 128, a produção em série começou em 1980. O Zastava Koral IN, um modelo com facelift, foi comercializado até 2008, após o qual terminou a produção de todos os carros da Zastava; 794.428 Yugo foram produzidos no total.
O Yugo foi comercializado nos Estados Unidos de 1985 a 1992 por Malcolm Bricklin, que pediu a Jerry Puchkoff para conceber e produzir a introdução no mercado e o lançamento do Yugo em 1985, com um total de 141.651 unidades vendidas – chegando a 48.812 em 1987 e caindo para 1.412 em 1992. Apesar do sucesso moderado durante sua venda nos Estados Unidos e em vários outros mercados de exportação, foi criticado por seu design, segurança e confiabilidade, embora o carro também tenha conquistado seguidores.

## Modelos
Ao longo de sua produção, a gama de modelos foi comercializada sob vários nomes:
- Yugo 45/Zastava Yugo 45 (Iugoslávia, Reino Unido, Europa)
- Yugo 55 com o motor maior da Zastava 101 além disso com carburação (Iugoslávia, Reino Unido, Europa)
- Yugo 60 [versão do carburador de barril duplo Weber com motor 1.1L] (Alemanha, Europa, América Latina)
- Yugo 60efi (motor de injeção eletrônica de combustível 1.1L) (Alemanha, Europa, América Latina)
- Yugo 65 [versão do carburador de barril duplo Weber com motor 1.3L] (Alemanha, Reino Unido, Europa, América Latina)
- Yugo 65efi (motor de injeção eletrônica de combustível 1.3L) (Alemanha, Europa, América Latina)
- Yugo GV (Estados Unidos)
  - Yugo GV Plus Automatic (EUA)
  - Yugo GV Sport (EUA)
  - Yugo GVC (EUA)
  - Yugo GVL (EUA)
  - Yugo GVS (EUA)
  - Yugo GVX (motor 1.3L EFI) (EUA)

- Yugo Cabrio (EUA, Alemanha, Iugoslávia, Grécia);
- Zastava Koral (Sérvia, Europa)
  - Zastava Koral 1.0E (Motor econômico de 903 cc) [33 kW/45 hp] (Sérvia, Europa)
  - Zastava Koral In 1.1i [46 kW/63 hp] (Sérvia, Europa)
  - Zastava Koral In 1.3i [50 kW/68 hp] (Sérvia, Europa)
  - Zastava Koral In L [44.1 kW/60 hp] (Sérvia, Europa)
  - Zastava Koral 45/55 Van (Sérvia, Europa)
- Yugo Cabrio (Iugoslávia, Europa)
- Yugo Ciao (Iugoslávia, Europa)
- Yugo Tempo (Iugoslávia, Europa)
  - Yugo Tempo-por volta de 1991
- Innocenti Koral (Itália)
  - Innocenti Koral Cabrio (Itália)

### Primeiros modelos
Os modelos derivados do Yugo 45 incluem o Yugo 55, 60, 65, Koral, Ciao, Tempo, Cabrio, GV, GV Plus, GVX e GVL. Os motores do Yugo foram equipados com carburador até meados da década de 1980, antes que os modelos com injeção eletrônica (começando com o Koral 65) fossem gradualmente introduzidos, começando com o GVX-EFI (um sistema de injeção eletrônica), que apresentava um motor de 1300 cc. O Yugo não visava apenas o Ocidente: no início de 1985, 500 Yugo foram exportados para a China e as exportações para a Bulgária e o Egito já estavam estabelecidas.
O sistema de injeção eletrônica era um Motronic MP3.1, que mais tarde foi atualizado pela Bosch como Motronic M4.6 MPI nos motores 1.1 e 1.3 L, adicionando injeção eletrônica multiponto. Tinha um conversor catalítico de três vias e uma sonda lambda.

### Modelos posteriores
Perto do final de sua produção, a Zastava vendeu uma versão atualizada do modelo Yugo Koral, conhecido como Zastava Koral IN, que tinha travas elétricas; um interruptor rotativo de três etapas para nivelamento dos faróis em quatro posições; um sistema de áudio com quatro alto-falantes; vidros elétricos; retrovisores laterais rebatíveis eletroajustáveis, rodas de liga leve; ar condicionado opcional; e uma transmissão automática de três velocidades opcional projetada pela Renault. Zastava os vendeu na Sérvia, Montenegro, Croácia, Bósnia e Herzegovina, Macedônia do Norte, Grécia, Líbano, Líbia, Síria, Tunísia e Egito.
Além de todas as versões do Koral disponíveis, outros modelos incluíam o Florida e o Skala. Em outubro de 2003, foi alcançado um acordo com a Fiat para a produção do Fiat Punto pela Zastava para os mercados do Leste Europeu, conhecido como Zastava 10.
O Koral IN L, com motor Peugeot 1.1 L-60 PS (44 kW) com injeção eletrônica, atendeu aos padrões de segurança da União Europeia em um teste supervisionado pela Technischer Überwachungsverein (Associação de Monitoramento Técnico) alemã, uma etapa necessária para importação para os países da UE.

### Trens de força

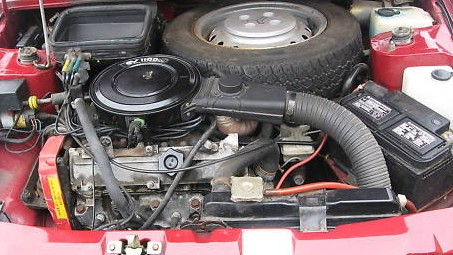
Motor 1.1 L com especificação dos EUA

| Motor      | Padrão                  | Opcional                    |
| ---------- | ----------------------- | --------------------------- |
| 0.9L       | manual de 4 velocidades |                             |
| 1.1L       | manual de 5 velocidades |                             |
| 1.1L (EUA) | manual de 4 velocidades |                             |
| 1.3L       | manual de 5 velocidades | automática de 3 velocidades |
| 1.3L (EUA) | manual de 5 velocidades | automática de 3 velocidades |